# Miss Oregon USA

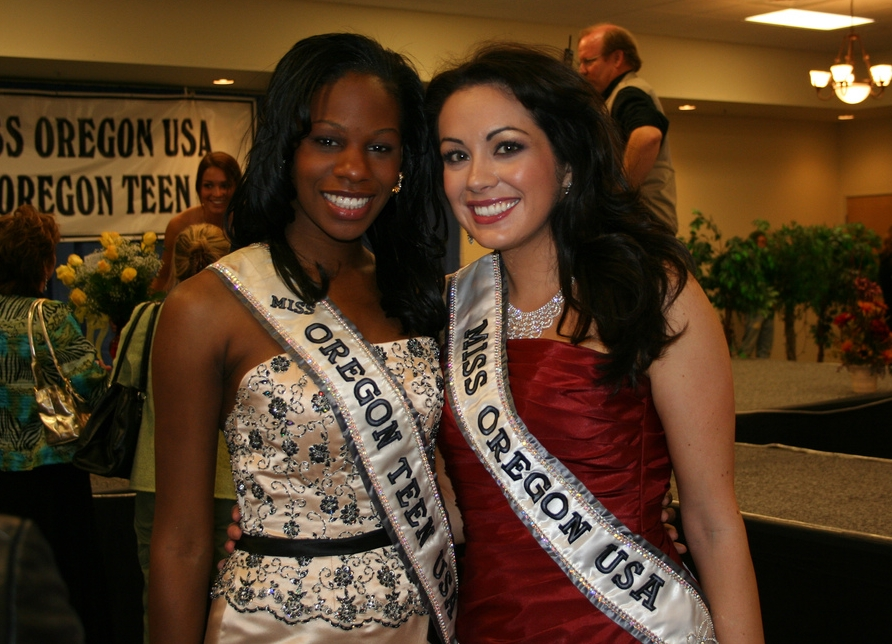
Kelci Flowers, Miss Oregon Teen USA 2006 e Allison Machado, Miss Oregon USA 2006 no concurso Miss Oregon USA 2007

A competição de Miss Oregon USA é o concurso de beleza destinado a eleger a representante do Estado do Oregon para o concurso Miss USA.
O Oregon tem um sucesso limitado no Miss USA e jamais venceu a competição. A melhor classificação de uma Miss Oregon USA foi alcançada por Gail Atchinson, que ficou em terceiro lugar em 1976. A mais recente finalista foi Jennifer Murphy em 2004. Ela é melhor conhecida como participante do The Apprentice.
Duas misses Oregon USA venceram anteriormente o título de Miss Oregon Teen USA e competiram no Miss Teen USA.

## Vencedoras
| Ano       | Nome                  | Cidade      | Idade1         | Classificação no Miss USA                        | Premiações especiais no Miss USA | Notas                                                                      |
| --------- | --------------------- | ----------- | -------------- | ------------------------------------------------ | -------------------------------- | -------------------------------------------------------------------------- |
| 2020      | Katerina Villegas     | Hillsboro   | 26             |                                                  |                                  |                                                                            |
| 2019      | Natalie Tonneson      | Portland    | 28             |                                                  |                                  |                                                                            |
| 2018      | Toneata Morgan        | Coquille    | 21             | Top 15                                           |                                  |                                                                            |
| 2017      | Elizabeth Denny       | Portland    | 26             |                                                  |                                  |                                                                            |
| 2016      | Natriana Shorter      | Eugene      | 24             |                                                  |                                  |                                                                            |
| 2015      | Bridget Wilmes        | Portland    | 22             |                                                  |                                  |                                                                            |
| 2014      | Alaina Bergsma        | Bend        | 20             |                                                  |                                  |                                                                            |
| 2013      | Gabrielle Neilan      | Portaland   | 24             |                                                  |                                  |                                                                            |
| 2012      | Anna Prosser          | Bend        | 25             |                                                  | Miss teen world                  | Competiu no National Sweetheart 2008                                       |
| 2011      | Keyla Serafim         | Bend        | 18             |                                                  | Miss teen world                  |                                                                            |
| 2010      | Kate Paul             | Bend        | 24             |                                                  |                                  |                                                                            |
| 2009      | Sylvie Tarpinian      | Eugene      | 24             |                                                  |                                  |                                                                            |
| 2008      | Mary Lee Horch        | Corvallis   | 23             |                                                  |                                  |                                                                            |
| 2007      | Sharitha McKenzie     | Portland    | 23             |                                                  |                                  |                                                                            |
| 2006      | Allison Machado       | Medford     | 24             |                                                  |                                  |                                                                            |
| 2005      | Jessica Carlson       | Portland    | 24             |                                                  | Miss Oregon International 2009   |                                                                            |
| 2004      | Jennifer Murphy       | Medford     | 25             | Top 10                                           |                                  | Participante da quarta temporada de The Apprentice                         |
| 2003      | Myah Moore            | Portland    | 21             |                                                  |                                  |                                                                            |
| 2002      | Kristi Walkoski       | Wilsonville | 23             |                                                  |                                  |                                                                            |
| 2001      | Endia Albrante        | Eugene      | 21             | Top 10                                           |                                  |                                                                            |
| 2000      | Elizabeth Heitmanek   | Medford     | 19             |                                                  |                                  |                                                                            |
| 1999      | Amy Nelson            |             |                |                                                  |                                  |                                                                            |
| 1998      | Kara Jones            | Eugene      |                |                                                  |                                  |                                                                            |
| 1997      | Heather Williams      | Gold Beach  |                |                                                  |                                  |                                                                            |
| 1996      | Jill Chartier         |             |                |                                                  |                                  | Anteriormente Miss Oregon Teen USA 1993, ficou em 9º no Miss Teen USA 1993 |
| 1995      | Karrie Grove          | Beaverton   | 24             |                                                  |                                  | Anteriormente Miss Oregon Venus USA 1989                                   |
| 1994      | Denise White          |             |                |                                                  | Miss Simpatia                    |                                                                            |
| 1993      | Dawn Kennedy          | Lake Oswego |                |                                                  |                                  |                                                                            |
| 1992      | Terrie House          |             |                |                                                  |                                  |                                                                            |
| 1991      | Olga Calderon         |             |                | Semi-finalista, terminou em 11º no Miss USA 1991 |                                  | Anteriormente Miss Oregon Teen USA 1985                                    |
| 1990      | Elizabeth Michaud     |             |                |                                                  |                                  |                                                                            |
| 1989      | Jenifer Blaska        |             |                |                                                  |                                  |                                                                            |
| 1988      | Elaine Rohrer         |             |                |                                                  |                                  |                                                                            |
| 1987      | Taime Primiano        |             |                |                                                  | Mrs. Oregon International 2007   |                                                                            |
| 1986      | Kimberly Stubblefield | Lake Oswego | 18             |                                                  |                                  | Mais tarde Mrs. Oregon America 2007 sob o nome de casada, Kimberly Takla.  |
| 1985      | Jodi Unruh            | Eugene      |                |                                                  |                                  |                                                                            |
| 1984      | Debbie Epperson       | 21          | Semi-finalista |                                                  |                                  |                                                                            |
| 1983      | Shelley Kiser         | Tigard      | 19             |                                                  |                                  |                                                                            |
| 1982      | Kristina Bauer        | Dundee      |                |                                                  |                                  |                                                                            |
| 1981      | Dawn Lewis            |             |                |                                                  |                                  |                                                                            |
| 1980      | Martha Viducich       | Salem       |                |                                                  |                                  |                                                                            |
| 1979      | Katie Fitzpatrick     | Salem       |                |                                                  |                                  |                                                                            |
| 1978      | Julie Heater          | Salem       |                |                                                  |                                  |                                                                            |
| 1977      | Charisse Charlton     |             |                |                                                  |                                  |                                                                            |
| 1976      | Gail Atchison         |             |                | 3ª colocada                                      |                                  |                                                                            |
| 1975      | Theresa Favreau       |             |                |                                                  |                                  |                                                                            |
| 1974      | Peggy Ann Gerding     |             |                |                                                  |                                  |                                                                            |
| 1973      | Judy Bishop           |             |                |                                                  |                                  |                                                                            |
| 1972      | Yvonne Philes         |             |                |                                                  |                                  |                                                                            |
| 1971      | Connie Oost           |             |                |                                                  |                                  |                                                                            |
| 1970      | Laura Smith           | Portland    | 18             | Semi-finalista                                   |                                  |                                                                            |
| 1969      | Karen Morton          |             |                |                                                  |                                  |                                                                            |
| 1968      | Marsha Mayer          |             |                |                                                  |                                  |                                                                            |
| 1967      | Maureen Bassett       |             |                | Semi-finalista                                   |                                  |                                                                            |
| 1966      | Sharon Gerritz        |             |                |                                                  |                                  |                                                                            |
| 1965      | Leslie Brucher        |             |                |                                                  |                                  |                                                                            |
| 1964      | Toye Esch             |             |                | Semi-finalista                                   |                                  |                                                                            |
| 1963      | Joset Fisher          |             |                |                                                  |                                  |                                                                            |
| 1962      | Joyce Collin          |             |                | Semi-finalista                                   |                                  |                                                                            |
| 1958-1961 | Não competiu          |             |                |                                                  |                                  |                                                                            |
| 1957      | Sonja Landsem         |             |                |                                                  |                                  |                                                                            |
| 1956      | Maralyn Turner        |             |                | Semi-finalista                                   |                                  |                                                                            |
| 1955      | Rose Karcha           |             |                |                                                  |                                  |                                                                            |
| 1954      | Charlotte Miller      |             |                |                                                  |                                  |                                                                            |
| 1953      | Não competiu          |             |                |                                                  |                                  |                                                                            |
| 1952      | Beth Bailey           |             |                |                                                  |                                  |                                                                            |

1 Idade à época do concurso Miss USA